# کمپویل (تنسی)
کمپویل (به انگلیسی: Kempville) یک منطقهٔ مسکونی در ایالات متحده آمریکا است که در شهرستان اسمیت، تنسی واقع شده است. کمپویل ۱۸۹٫۸۹ متر بالاتر از سطح دریا قرار دارد.